# 八戸南郷テレビ中継局
八戸南郷テレビ中継局（はちのへなんごうテレビちゅうけいきょく）は、青森県八戸市南郷区にあるテレビ中継局。

## 概要
1973年、三戸郡南郷村（現・八戸市南郷区）にNHK三戸南郷テレビ中継放送所が設置されたが、民間放送については中継局が設置されず、長い間受信状態の改善が進まなかったため、1996年、南郷村が「三戸南郷テレビジョン放送中継局」を設置し、民放の中継局を開設させた。その後、2005年、南郷村が八戸市と合併し、中継局の管理運営が八戸市に移行すると同時に、施設の名称も「八戸南郷テレビジョン放送中継局」と改称されたが、実際に各放送局の中継局名が変更されたのは、デジタルテレビ中継局の開設時であった。

## 中継局概要

### デジタルテレビ放送（八戸南郷局）
| リモコン キーID | 放送局名         | チャンネル 番号 | 空中線 電力 | ERP   | 放送対象地域 | 放送区域 内世帯数 | 運用開始日     |
| --------------- | ---------------- | --------------- | ----------- | ----- | ------------ | ----------------- | -------------- |
| 1               | RAB 青森放送     | 43              | 100mW       | 360mW | 青森県       | 約500世帯         | 2010年 9月24日 |
| 2               | NHK 青森教育     | 41              | 100mW       | 360mW | 全国         | 約500世帯         | 2010年 9月24日 |
| 3               | NHK 青森総合     | 39              | 100mW       | 360mW | 青森県       | 約500世帯         | 2010年 9月24日 |
| 5               | ABA 青森朝日放送 | 47              | 100mW       | 360mW | 青森県       | 約500世帯         | 2010年 9月24日 |
| 6               | ATV 青森テレビ   | 45              | 100mW       | 360mW | 青森県       | 約500世帯         | 2010年 9月24日 |

- 所在地： 八戸市南郷区島守（島守南台地）[2]
- 放送区域： 八戸市の一部[2]（南郷区の一部）
- 2010年6月22日に予備免許が交付され[3][4]、8月下旬から試験電波を発射、9月21日に本免許が交付され[5]、9月24日から運用を開始した[5]。

### アナログテレビ放送（三戸南郷局）
| チャンネル 番号 | 放送局名         | 空中線 電力       | ERP                | 放送対象地域 | 放送区域 内世帯数 | 運用開始日     |
| --------------- | ---------------- | ----------------- | ------------------ | ------------ | ----------------- | -------------- |
| 52              | ABA 青森朝日放送 | 映像1W/ 音声250mW | 映像4.1W/ 音声1W   | 青森県       | -                 | 1996年 1月     |
| 54              | ATV 青森テレビ   | 映像1W/ 音声250mW | 映像4.1W/ 音声1W   | 青森県       | -                 | 1996年 1月     |
| 56              | RAB 青森放送     | 映像1W/ 音声250mW | 映像4.1W/ 音声1W   | 青森県       | -                 | 1996年 1月     |
| 58              | NHK 青森総合     | 映像1W/ 音声250mW | 映像4.5W/ 音声1.1W | 青森県       | -                 | 1973年 8月29日 |
| 60              | NHK 青森教育     | 映像1W/ 音声250mW | 映像4.5W/ 音声1.1W | 全国         | -                 | 1973年 8月29日 |

- 所在地： デジタルテレビ放送に同じ
- 2011年7月24日をもって全て廃止された。